# Microcebus murinus
Microcebus murinus är en däggdjursart som först beskrevs av John Frederick Miller 1777.  Microcebus murinus ingår i släktet musmakier och familjen muslemurer. IUCN kategoriserar arten globalt som livskraftig. Inga underarter finns listade.

## Utseende
Individerna når en kroppslängd (huvud och bål) av 12 till 14 cm, en svanslängd av 12 till 15 cm och en vikt av 40 till 70 g. Pälsen är på ovansidan gråbrun och vid buken ljusgrå till vit. Dessutom har näsan en vitaktig färg. Liksom andra medlemmar av släktet musmakier påminner arten om en mus med stora ögon, korta extremiteter och lång svans.

## Utbredning och ekologi
Denna musmaki förekommer på västra och södra Madagaskar. Arten vistas där i olika slags skogar och den uppsöker även odlade områden. Individerna vilar ofta i trädens håligheter och ibland sover flera honor tillsammans medan hannar vanligen är ensam.
Microcebus murinus klättrar i växtligheten och går ibland på marken. Den kan hoppa från gren till gren. Arten äter olika växtdelar och smådjur. Födans sammansättning är beroende på vad utbredningsområdet erbjuder. Denna musmaki äter bland annat frukter, blommor, naturgummi eller insekter, grodor och små ödlor. Allmänt letar varje individ ensam efter föda.
Under tider med matbrist faller individerna ofta i ett stelt tillstånd (torpor).
Dräktigheten varar ungefär två månader och sedan föds allmänt två ungar. Parningen sker mellan september och mars. Ibland har honan två kullar under tiden. Ungarna blir efter ungefär två månader självständiga och de kan ha egna ungar vid slutet av första levnadsåret. Vanligen stannar honor i området där de föddes. Hanar vandrar till en annan region. Microcebus murinus lever i naturen 3 till 4 år. Med människans vår kan vissa individer leva 14 år.
Artens naturliga fiender utgörs av rovfåglar, ormar och mindre Madagaskarrovdjur.